# 德斯蒙德·多斯
德斯蒙德·托马斯·杜斯（英語：Desmond Thomas Doss，1919年2月7日—2006年3月23日），美国陆军退役下士，第二次世界大战期间曾任军医。他是一位虔誠的基督复临安息日会信徒，由於宗教信仰，他拒絕攜帶武器。杜斯因在沖繩島戰役中的英勇行為而聞名，他獨自拯救了大約75名士兵，並因此獲得了榮譽勳章，成為僅有的三位獲得此榮譽的良心拒服兵役者之一。
他的生命故事啟發了2016年電影《鋼鐵英雄》，由安德魯·加菲爾德飾演杜斯。杜斯還因其英勇與服務，獲得了兩枚銅星勳章、三枚紫心勳章及其他多項殊榮。

## 早年生活
德斯蒙德·托馬斯·杜斯出生於維珍尼亞州林奇堡，父親威廉·托馬斯·杜斯是一名木匠，母親柏莎·愛德華·杜斯則是家庭主婦和鞋廠工人。他的父親曾在第一次世界大战中服役，並獲得银星勋章，戰後患有創傷後壓力症。母親是一名虔誠的基督复临安息日会教徒，從小就教導杜斯遵守安息日、不暴力以及素食主義的生活方式。杜斯在林奇堡的費爾維尤高地（Fairview Heights）區域長大，有一個姐姐奧黛麗和一個弟弟哈羅德。
杜斯在帕克大道基督復臨安息日會教會學校就讀至八年級，隨後為了在大萧条期間支持家庭，他在林奇堡木材公司找到了一份工作。在第二次世界大戰爆發前，杜斯在維吉尼亞州紐波特紐斯的一家造船廠擔任木工。

## 軍旅生涯

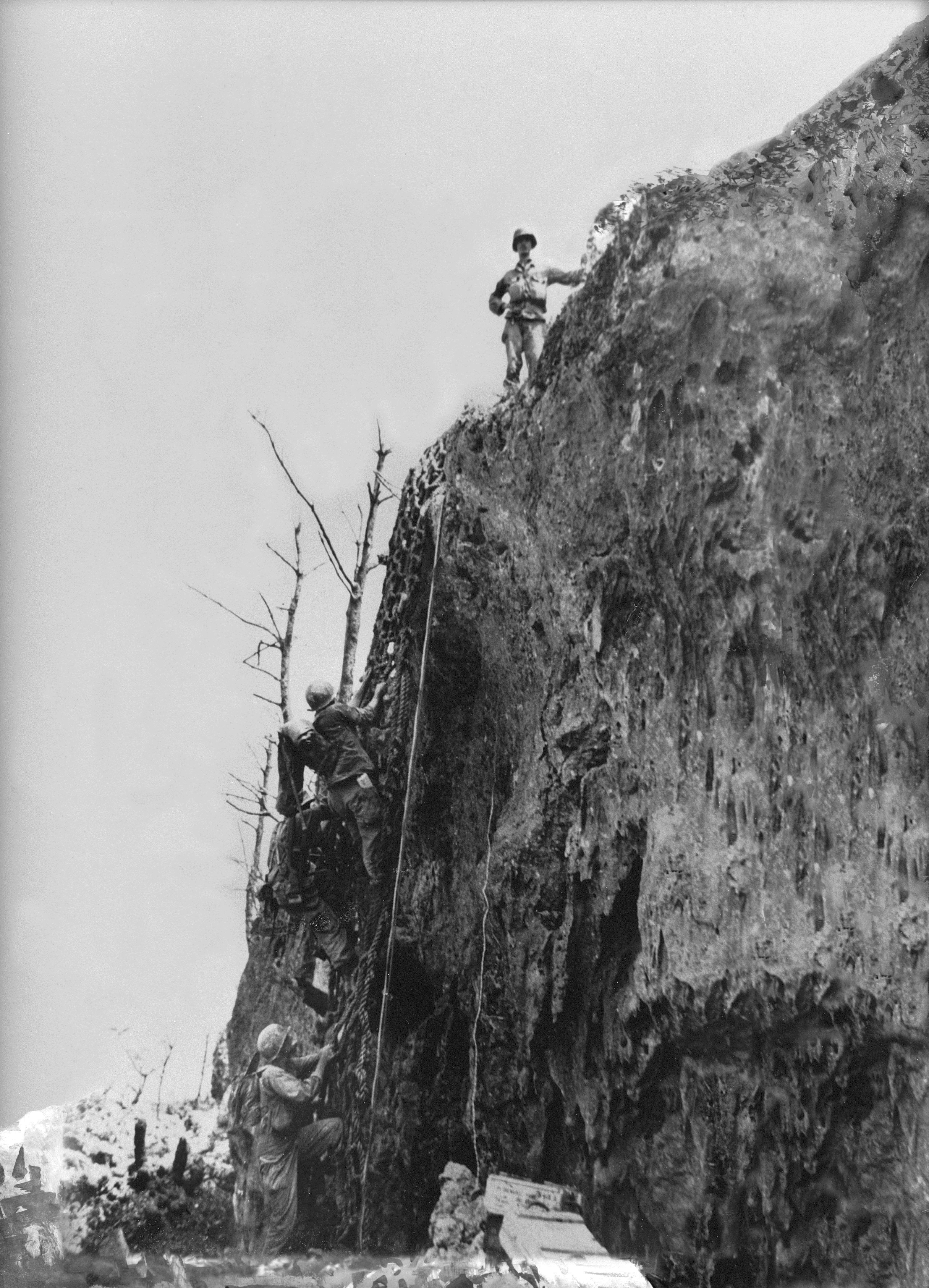
多斯在前田懸崖，攝於1945年5月4日

雖然多斯因為造船廠工作而獲准延期服役，他仍選擇了加入軍隊。他被指派到南卡罗来纳州杰克遜堡基地的第77步兵師，而他弟弟則在林賽號驅逐艦上服役。
出於個人信仰反對殺生，多斯拒絕攜帶武器，為一名良心拒服兵役者。因此他成為一名軍醫，被分派指第307步兵團1營B連。
在關島和菲律賓作戰時，他兩次獲得銅星勳章，表彰他在戰火下拯救戰友的英勇行為。在沖繩島戰役中，他在又名「鋼鋸嶺」（Hacksaw Ridge）的前田高地頂部營救了50至100名戰友。多斯估計自己在這救了約50條生命，但他上級希望誇獎他而說成100人，因此後來取其兩者中位數，估計他救了75人。他在沖繩島中四次受傷，在1945年5月21日離開該島。他的左臂因為拯救隊友時被狙擊手擊中而骨折，此外他亦因為拯救戰友而踢飛手榴彈，炸彈爆炸使他身體有17塊炸彈碎片。多斯在沖繩島的表現使他獲得榮譽勳章。

## 退役生活
戰後，多斯希望能夠繼續木匠職業，但他左手的受損嚴重導致他不可能重操故業。1946年，他在莱特岛感染了结核病，並接受了長達五年半的治療，至1951年8月才出院，當時他已經被宣判90%殘疾，失去了一個肺和五條肋骨。
由於過度使用抗生素，多斯在1976年完全失聰，使他100%殘疾，1988年他植入人工耳蜗才恢復聽力。縱使他的殘疾，多斯仍能在喬治亞州萊辛福恩扶養家庭。
1942年8月17日，他與多蘿西·舒特（Dorothy Pauline Schutte）結婚，兩人育有一子，名叫小德斯蒙德·「汤米」·多斯（Desmond "Tommy" Doss Jr），在1946年出生。小德斯蒙德追随父親的腳步，加入陸軍成為軍醫，之後成為消防員和輔助醫護人員。1991年11月17日，多斯在載妻子去醫院接受癌症治療期間發生車禍，多蘿西在車禍中離世。多斯在1993年7月1日再婚，迎娶弗朗西絲·杜曼（Frances May Duman）。
多斯因為呼吸困難而住院，最後在2006年3月23日在皮德蒙特家中與世長辭，安葬於田納西州查塔努加國家墳場。其妻弗朗西絲亦在2009年2月3日在皮德蒙特去世。

## 榮譽和獎章

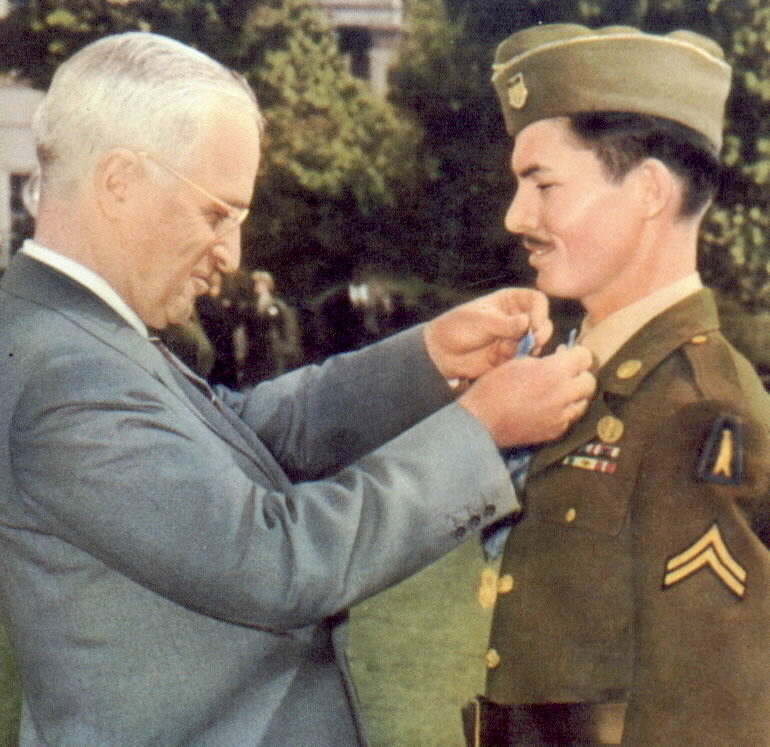
1945年10月12日，下士多斯獲總統哈里·S·杜鲁门頒發榮譽勳章

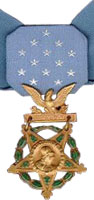
荣誉勋章

军衔和单位：上等兵（PFC），美国陆军77步兵师（美国）第307步兵团医疗分队。
地点和时间：: 琉球群岛沖繩島浦添市附近，1945年4月29日 – 1945年5月21日。
入伍地: 林奇堡 (維吉尼亞州)
出生地: 林奇堡 (維吉尼亞州)
政府令第97号，1945年11月1日。
美利坚合众国总统，经国会1863年3月3日法案授权，以国会的名义将荣誉勋章颁发给

上等兵 德斯蒙德·T·多斯
美国陆军

为的是以下内容描述的役事

嘉奖文：上等兵 德斯蒙德·T·多斯，属美国陆军77步兵师第307步兵团医疗分队。琉球群岛冲绳岛浦添市附近，1945年4月29日 – 1945年5月21日。在第一营进攻一处400英尺（120）高的嶙峋峭壁时，他的职位是医疗兵。我军登顶时，密集的大炮、迫击炮和机枪火力向他们猛烈开火，造成约75人伤亡，并将其余部队击退。上等兵德斯蒙德·多斯拒绝寻找掩护，坚持守在火力肆虐的地区，并将大量伤员一个个地搬到悬崖边，用绳索支撑的担架将他们转移到崖下的友方手里。5月2日，他冒着步枪和迫击炮的猛烈轰击，在同一个悬崖上方拯救了一位被困离前线200碼（180）深处的伤员；两天后，他又拯救了四位在进攻一个防守严密的山洞时被击倒的士兵，冒着手榴弹的爆炸前进到距离洞口敌军不到八码的地方，先为战友包扎伤口，然后冒着炮火分四次将他们撤离到安全地带。5月5日，他不假思索地闯过敌人的炮火和轻武器火力，以帮助一位炮兵军官。他为病人用绷带包扎，然后把病人挪到了一个不受轻武器火力压制的位置，在附近有炮弹和迫击炮弹持续爆炸的情况下，精心为病人注射血浆。当天晚些时候，在一位美国人被来自洞穴的火力重创之后，多斯爬到了离敌方阵地仅25碼（23）的伤员所在位置，进行了急救，然后冒着持续的地方火力将其带到了100碼（91）外的安全地带。5月21日，在一场进攻首里附近高地的夜袭中，多斯没有像营中其他人一样躲入掩体，而是在暴露地域穿行，不顾被当作渗透进来的日军的危险，无畏地救助伤员，直到他本人被手榴弹炸得腿部重伤。多斯没有叫其他医疗兵离开掩体，而是自己处理了伤情，五个小时候才被担架员发现开始搬运。担架三人被敌方坦克袭击挡住了路，而此时上等兵多斯看到附近有伤情更重的人，于是主动从担架上爬下，叫担架员先去救那位伤员。在等待担架员回来时，他又一次中弹，导致一侧手臂复合骨折。他以惊人的毅力将步枪枪托绑在受伤的手臂上作为夹板，然后在崎岖的山地上爬了300碼（270）到达救助站。上等兵多斯在极其危险的条件下表现出了杰出的勇气和坚定的决心，挽救了许多士兵的生命。他的名字在整个第77步兵师成为了一个符号，代表远超职责要求的杰出英勇表现。

1945年10月12日
白宫
|                                                                   |  |  |  |  |  |
|                                                                   |  |  |  |  |  |
| Bronze oak leaf cluster                                           |  |  |  |  |  |
| Bronze oak leaf cluster · Bronze oak leaf cluster                 |  |  |  |  |  |
| Arrowhead · Bronze star · Bronze star · Bronze star · Bronze star |  |  |  |  |  |
|                                                                   |  |  |  |  |  |
|                                                                   |  |  |  |  |  |
|                                                                   |  |  |  |  |  |
|                                                                   |  |  |  |  |  |

| 軍醫徽章                              |                        |                        |                             |
| 荣誉勋章                              | 荣誉勋章               | 銅星勳章附1枚橡葉章    | 銅星勳章附1枚橡葉章         |
| 紫心勳章附2枚橡葉章                   | 良好行為獎章           | 良好行為獎章           | 美國戰役獎章                |
| 亞太參戰獎章附3枚銅服役星章與箭頭勳飾 | 第二次世界大戰勝利獎章 | 第二次世界大戰勝利獎章 | 菲律賓解放獎章附1枚銅服役星 |
| 總統單位表彰                          | 總統單位表彰           | 功績單位嘉獎           | 功績單位嘉獎                |
| 第77步兵师臂章                        |                        |                        |                             |

## 相關作品
2004年紀錄片《The Conscientious Objector》描述德斯蒙德·杜斯在第二次世界大战的事蹟。
德斯蒙德·杜斯的事迹改编成2016年电影《鋼鋸嶺》，由梅尔·吉布森执导，安德鲁·加菲尔德饰杜斯。

## 註解
1. ↑  雖然確切的數字不明，但估計範圍在50到100之間，因為在行動中參與的155名士兵中，有55人能夠在無需援助的情況下撤退[2]
2. ↑  另外兩人是越戰期間的Thomas W. Bennett和Joseph G. LaPointe Jr.，均为死后颁发

## 延伸阅读
- Doss, Frances M. . Pacific Press Publishing Association. 2005. ISBN 978-0-8163-2124-7.
- Doss, Frances M. . The College Press. 1998.
- Herndon, Booton. . Cold Water, MI: Remnant Publications. 2016. ISBN 978-1-629131-54-2.
- Leepson, Marc (2008), "Wonder Man of Okinawa," Military History magazine, September/October 2008, Vol. 25, No. 4.
- Smith, Larry. . Norton. 2003. ISBN 039305134X.
- . pritzkermilitary.org.   [October 1, 2017]. （原始内容存档于October 1, 2017）.

## 外部連結
- The Conscientious Objector (2004)紀錄片 （页面存档备份，存于）
- Desmond Thomas Doss official web